# Ilya Muromets

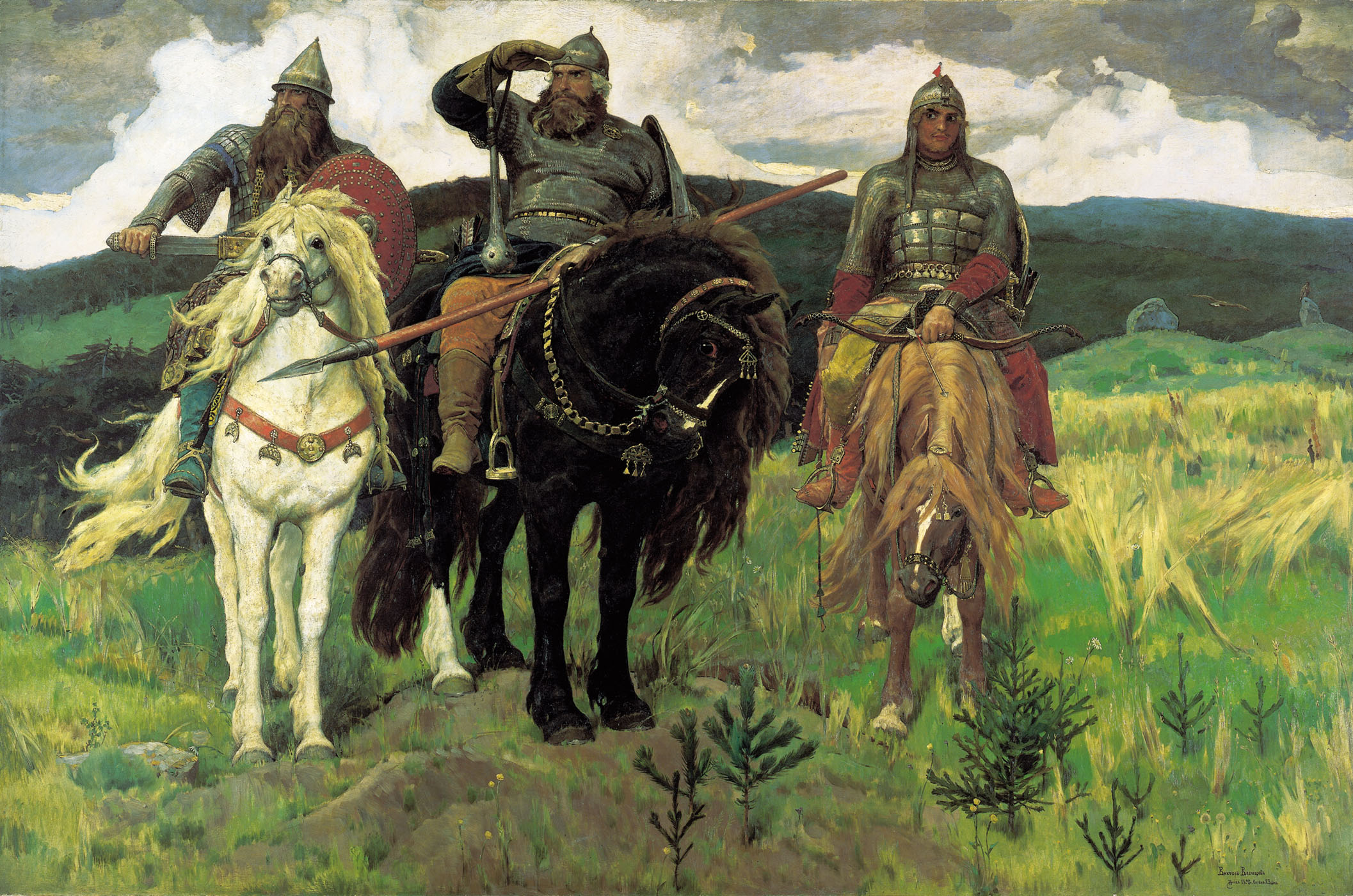
Bogatýrs (1898) de Víktor Vasnetsov (de izda. a dcha.: Dobrynia Nikítich, Ilyá Múromets y Aliosha Popóvich).

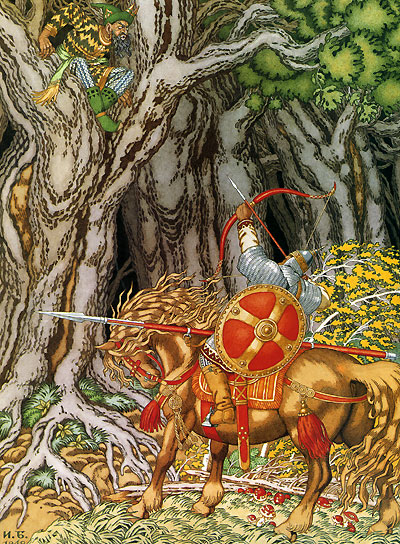
Ilyá Múromets y Solovéi el Bandido de Iván Bilibin

Ilyá Múromets (en ucraniano Ілля Муромець, en ruso Илья Муромец, literalmente  "Ilyá (Elías) el de Múrom o de Mórivsk") es un Bogatyr medieval, que data de la Rus de Kiev. Es celebrado en numerosas bylinas (poemas épicos populares). Junto con Dobrynia Nikítich y Aliosha Popóvich son los más grandes Bogatýrs legendarios (caballeros errantes medievales). Los tres fueron inmortalizados por el pintor Víktor Vasnetsov en su famosa pintura Bogatýrs.

## Ilyá en la bylina
De acuerdo con la leyenda, Ilyá era el hijo de un granjero, que nació en la villa de Karachárovo, cerca de Múrom. Sufrió una seria enfermedad en su juventud y fue incapaz de andar hasta la edad de 33 años, cuando fue curado milagrosamente por dos peregrinos. Un caballero moribundo, Svyatogor, le otorgó poderes sobrehumanos, y se dirigió a la ciudad de Kiev para liberarla de la idolatría y servir al príncipe Vladímir "Sol Rojo" (Vladímir Krásnoye Sólnyshko). En su camino, el solo defendió la ciudad de Cherníhiv de la invasión de los tártaros y el gobernante local le ofreció el puesto de caballero, pero Ilyá declinó permanecer en la ciudad. En los bosques de Bryansk mató al monstruo Solovéi el Bandido (Solovéi-Razbóinik), que podía matar a los viajeros con su potente silbido.
En Kiev, Ilyá se hizo el jefe de los bogatyr del Vladímir I de Kiev y defendió la Rus de Kiev de numerosos ataques de la gente de la estepa, incluyendo a Kalin, el mítico zar de la Horda de Oro. Generoso y recto, pero también temperamental, arrasó todos los campanarios de las iglesias de Kiev cuando el Príncipe Vladímir no lo invitó a una celebración. Rápidamente se apaciguó cuando Vladímir lo mandó llamar.

## Estatura legendaria
Ilyá Múromets se convirtió en sinónimo de un gran poder físico y espiritual, así como de integridad, dedicado a la protección de la patria y la gente, y sobre todo, se ha convertido en el héroe de numerosas películas, cuadros, monumentos, dibujos animados y anécdotas. Es el único héroe épico canonizado por la Iglesia ortodoxa.

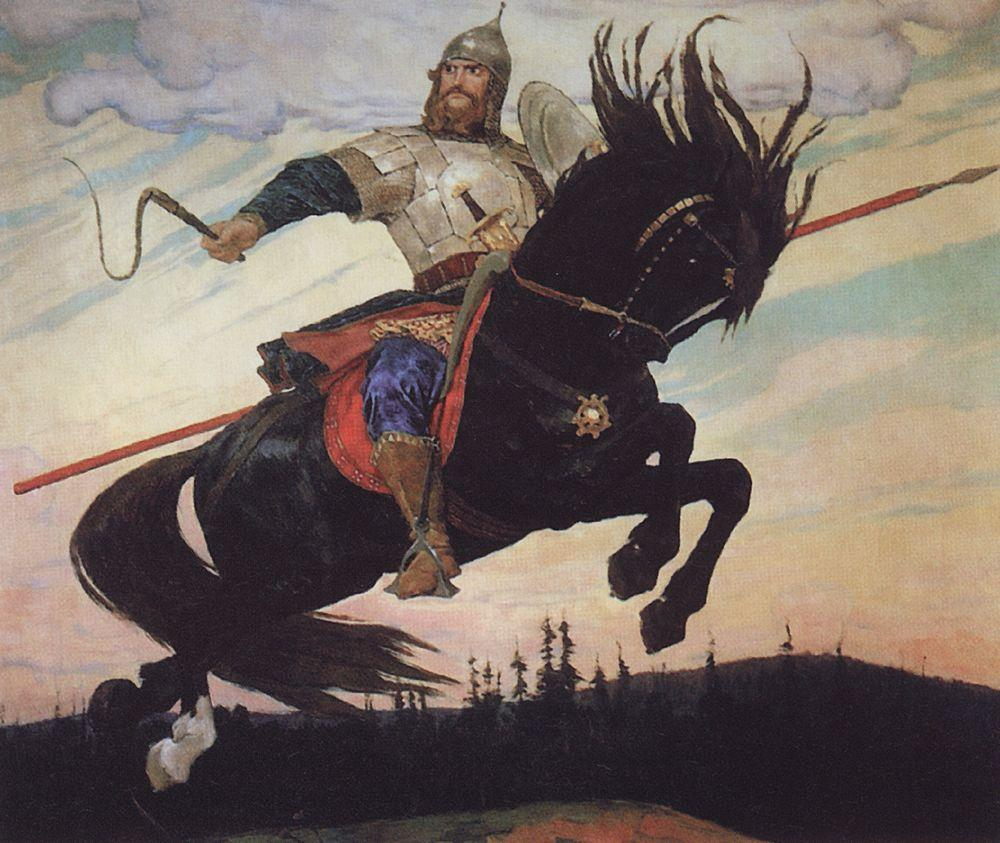
Ilyá Múromets (1914) de Víktor Vasnetsov.

Los restos de Ilyá Múromets se supone que descansan en el Monasterio de las Cuevas de Kiev; probablemente su personaje no responde a una única persona, sino una fusión de múltiples héroes reales o imaginarios de muy diferentes épocas. Por ello, Ilyá supuestamente sirvió a Vladímir I de Kiev, que gobernó entre 980 y 1015; luchó contra Batu Kan el fundador de la Horda de Oro, que vivió entre 1205 y 1255; y salvó a Constantino el Amado por Dios, el zar de Constantinopla del monstruo, sabiendo que hay muchos emperadores bizantinos, pero ninguno de ellos contemporáneo al Príncipe Vladímir o Batu Khan, y el más conocido como "Amado por Dios" fue Constantino XI, que vivió entre 1405 y 1453.

## Origen
Muchos académicos afirman que Ilyá Múromets es originario de la población de Mórivsk (Ucr:Морівськ) ubicada en la óblast de Cherníhiv en Ucrania.
Otros, por el contrario, sostienen que nació en Múrom, actual Rusia. 
Sin embargo, Múrom, en ese entonces, era la capital de un principado súbdito del Reino de Cherníhiv, que a su vez era súbdito del Rus de Kiev.

## Recreaciones de Ilyá Múromets
- La pintura Bogatýrs de Víktor Vasnetsov de 1898.
- Sinfonía N.º 3, subtitulada Ilyá Múromets, en Si menor, op. 42, compuesta por Reinhold Glière en 1911.
- Sellos rusos de 1913 representando a Ilyá Múromets.
- La pintura Ilyá Múromets de Víktor Vasnetsov de 1914.
- Película Ilyá Múromets de Aleksandr Ptushkó de 1956.
- Película de dibujos animados "Ilyá Múromets y Solovéi el Bandido" dirigida por Vladímir Toropchin, estrenada el 7 de julio de 2007.[2]